# Odessa
《Odessa》는 1969년 3월 30일에 발매된 영국의 팝 그룹 비지스의 여섯 번째 스튜디오 음반으로, 처음에는 금색 글자가 들어간 화려한 빨간색 무리 커버로 되어 있다. 영국 톱 10과 미국 톱 20에 올랐음에도 불구하고, 이 음반은 특별히 좋은 평가를 받지는 못했지만, 지금은 많은 사람들에 의해 60년대 그룹의 음반 중 가장 중요한 것으로 여겨진다. 원래 1899년 가상의 배를 잃은 것에 대한 콘셉트 음반으로 의도된 야심찬 프로젝트는 작업 방향에 대해 밴드에서 긴장감과 의견 차이를 일으켰고, 마침내, 싱글로 어떤 노래를 발표할지에 대한 논쟁으로 로빈 깁이 일시적으로 그룹을 떠나게 되었다.
영국의 폴리도르 레코드와 미국의 앳코 레코드에 의해 발매된 《Odessa》는 이 그룹의 네 번째 국제적으로 발매된 음반이자 그들의 유일한 오리지널 음악 더블 음반이다. 기타리스트 빈스 멜러니가 포함된 것은 이번이 마지막 비지스 음반이 될 것이다. 이 음반에는 1969년 히트 싱글 〈First of May〉(영국 6위 / 미국 37위)와 1973년 컴필레이션 《Best of Bee Gees Vol.2》에 수록된 〈Lamplight〉, 〈Marley Purt Drive〉, 〈Melody Fair〉와 같은 주목할 만한 트랙이 포함되어 있다.
이 음반은 1976년 9월, 비지스의 경력에 관심이 되살아났을 때 싱글 디스크로 재발매되었다. 그 이후로 이 음반은 비평가들로부터 점점 더 많은 찬사를 받았다. 2009년 1월, 디럭스 3장 세트로 다시 재발매되었으며, 《죽기 전에 꼭 들어야 할 앨범 1001》에 포함되어 있다.

## 배경
원래 이 음반의 의도된 이름은 《An American Opera》였다. 이것은 나중에 《Masterpeace》가 되었고 마침내 《Odessa》가 되었다.
콜린 피터슨은 《Odessa》에 대한 컨트리 영향력에 대해 회상한다. "우리가 그런 종류의 일을 하는 것이 제 생각이었고, 모리스는 그룹 내에서는 배리로부터 동의가 나와야 하지만 제가 하는 말을 듣기 위해 더 많은 시간을 할애할 사람입니다." 그들의 매니저 로버트 스틱우드는 "배리는 비지스의 코디네이터이고, 저는 그룹의 리더가 없기 때문에 그 단어를 조언적으로 사용했습니다. 그는 마블스의 작곡 작품으로 솔 음악에 대한 엄청난 감각을 가지고 있지만, 그 자체로 환상적인 솔로 가수이기도 합니다."
이 음반을 위해 녹음된 첫 번째 곡은 1968년 7월 12일에 녹음된 〈I Laugh in Your Face〉(이 그룹의 다섯 번째 음반 《Idea》의 미국 버전에서 발매)를 녹음한 같은 날에 녹음된 〈I've Gotta Get a Message to You〉이다. 이 음반을 위해 8곡을 녹음한 후, 기타리스트 빈스 멜러니는 더 우울한 방향을 추구하기 위해 그룹을 화기애애하게 탈퇴하고 그룹 패니 애덤스에 합류했다.
1968년 11월 24일자 모노 믹스의 릴 테이프에는 "오케스트라와의 거친 믹스"라고 불리는 〈Odessa (City on the Black Sea)〉, 〈First of May〉, 〈Melody Fair〉가 있다. 따라서, 그들은 스튜디오로 돌아오자마자 빌 셰퍼드와 함께 음반을 완성하기 위해 오케스트라 트랙을 편곡하고 지휘했다. 이로 인해 11월 초에 〈First of May〉의 리메이크가 이루어졌지만, 이 곡은 이 음반의 마지막 비지스 밴드 세션이 될 것이다. 하지만, 〈First of May〉를 녹음한 후, 빌 셰퍼드가 기악곡인 〈Seven Seas Symphony〉, 〈With All Nations〉, 그리고 〈The British Opera〉를 녹음했다. 뉴욕 노래의 마지막 보컬과 〈Edison〉의 추가된 오르간 부분도 이 근처 어딘가에서 이루어진다.

## 평가
| 전문가 평가                   | 전문가 평가 |
| 평가 점수                     | 평가 점수   |
| 출처                          | 점수        |
| ----------------------------- | ----------- |
| AllMusic                      | [ 11 ]      |
| Glorious Noise                | recommended |
| Pitchfork                     | 7.2/10      |
| Rolling Stone                 | [ 3 ]       |
| The Rolling Stone Album Guide | [ 14 ]      |
| Tiny Mix Tapes                | [ 15 ]      |

이 음반은 발매 당시 대중이나 음악 매체로부터 좋은 반응을 얻지 못했고, 밴드의 운명의 하락으로 이어졌다. 이 음반은 그 이후로 비평가들의 호평을 받았고, 많은 비평가들에 의해 그들의 가장 중요한 60년대 음반으로 간주되고 있으며, 디럭스 3CD 세트로 재발매되었다.

## 곡 목록
모든 곡들은 배리 깁, 로빈 깁 그리고 모리스 깁에 의해 작사/작곡하였다.
| #  | 제목                               | 리드 보컬 | 재생 시간 |
| -- | ---------------------------------- | --------- | --------- |
| 1. | 〈Odessa (City on the Black Sea)〉 | 로빈      | 7:33      |
| 2. | 〈You'll Never See My Face Again〉 | 배리      | 4:16      |
| 3. | 〈Black Diamond〉                  | 로빈      | 3:27      |

| #  | 제목                  | 리드 보컬    | 재생 시간 |
| -- | --------------------- | ------------ | --------- |
| 1. | 〈Marley Purt Drive〉 | 배리         | 4:26      |
| 2. | 〈Edison〉            | 로빈, 배리   | 3:07      |
| 3. | 〈Melody Fair〉       | 배리, 모리스 | 3:48      |
| 4. | 〈Suddenly〉          | 모리스       | 2:29      |
| 5. | 〈Whisper Whisper〉   | 배리         | 3:24      |

| #  | 제목                                        | 리드 보컬 | 재생 시간 |
| -- | ------------------------------------------- | --------- | --------- |
| 1. | 〈Lamplight〉                               | 로빈      | 4:47      |
| 2. | 〈Sound of Love〉                           | 배리      | 3:27      |
| 3. | 〈Give Your Best〉                          | 배리      | 3:26      |
| 4. | 〈Seven Seas Symphony〉                     | 기악      | 4:09      |
| 5. | 〈With All Nations (International Anthem)〉 | 기악      | 1:46      |

| #  | 제목                      | 리드 보컬  | 재생 시간 |
| -- | ------------------------- | ---------- | --------- |
| 1. | 〈I Laugh in Your Face〉  | 배리, 로빈 | 4:09      |
| 2. | 〈Never Say Never Again〉 | 배리       | 3:28      |
| 3. | 〈First of May〉          | 배리       | 2:50      |
| 4. | 〈The British Opera〉     | 기악       | 3:17      |